# Мордовцемент
Мордовцемент — одно из крупнейших предприятий по производству цемента в Российской Федерации. Производственная мощность предприятия с учётом линий сухого, полусухого и мокрого способов производства составляет 5 млн тонн цемента в год (согласно данным с официального сайта компании www.eurocement.ru). Полное наименование — Акционерное общество «Мордовцемент».

## Собственники и руководство
С 12 декабря 2014 года АО «Мордовцемент» входит в холдинг «Евроцемент груп». Генеральным директором предприятия является Марачков Сергей Владимирович.

## Деятельность
На площадке АО «Мордовцемент» действуют производства цемента мокрым, полусухим и сухим способом. На предприятии установлено оборудование KHD HUMBOLD WEDAG, Christian Pfeiffer, Claudius Peters, Aumund и др. Электроэнергию для предприятия вырабатывает собственная парогазовая электростанция мощностью 70 мВт, оборудованная турбинами «General Electric».
В октябре 2018 года на предприятии заработало новое отделение помола цемента, создан полный цикл производства цемента полусухим способом.